# 54º Sanremo - Festival della Canzone Italiana
54º Sanremo - Festival della Canzone Italiana è una compilation pubblicata dall'etichetta discografica Rai Trade con distribuzione Self nel marzo 2004.
Si tratta dell'album contenente 21 dei 22 brani in gara al Festival di Sanremo 2004. La canzone mancante è quella di Paolo Meneguzzi "Guardami negli occhi (prego)".

## Tracce
1. L'uomo volante - Marco Masini
2. Crudele - Mario Venuti
3. È stato tanto tempo fa - Simone
4. Le ore piccole - Neffa
5. Solo un sogno - Pacifico
6. Era bellissimo - DJ Francesco
7. Basterà - DB Boulevard
8. Generale Kamikaze - Stefano Picchi
9. È la musica - Andrea Mingardi
10. Un angelo legato a un palo - Veruska
11. Quando l'aria mi sfiora - Massimo Modugno
12. Il nostro amore - Andrè
13. Ladro di te - Piotta
14. Sei la vita mia - Mario Rosini
15. Aria sole terra e mare - Linda
16. Guardastelle - Bungaro
17. Single - Danny Losito
18. Cuore - Morris Albert e Mietta
19. Sei un miracolo - Daniele Groff
20. Lavoro inutile - Omar Pedrini
21. Nessun consiglio - Adriano Pappalardo